# Error de prohibición
El error de prohibición  es la figura jurídica por la que el autor de un hecho delictivo, al realizar el hecho, pensaba de forma equivocada que su actuación era
lícita. En la teoría finalista del delito, cuando el error de prohibición es invencible, elimina la culpabilidad. Es equivalente al lugar que ocupa el error de derecho en la teoría causalista.
En el Derecho Penal, es habitual que los especialistas sostengan que para que exista culpabilidad, tienen que reunirse tres elementos: la imputabilidad, la exigibilidad de la conducta y el conocimiento de la antijuridicidad. El error de prohibición impide que se reúna este último elemento, que exige que el autor no sólo tenga la capacidad de distinguir entre lo lícito y lo ilícito, sino que además debe saber que esa conducta está prohibida. Si no lo sabe, incurre en error de prohibición.

## Detalle
Zaffaroni ha definido el error de prohibición como el que versa "exclusivamente (sobre) la compresión del carácter y entidad de injusto del acto". Se distingue del error de tipo, que se produce cuando una persona desconoce los elementos del tipo penal.
El error de prohibición puede ser vencible o invencible. La diferencia es importante porque solo en el caso de este último hay ausencia de culpabilidad, mientras que en el primer caso corresponde atenuarla. Zaffaroni construye tres reglas para diferenciar un caso del otro: (1) es invencible si el autor no pudo comprender la criminalidad de su hecho; (2) es vencible cuando su comprensión tuvo dificultades que no le son imputables totalmente; (3) cuando la no comprensión de la criminalidad le sea totalmente imputable, no corresponde considerar ninguna atenuación.